# José Rosa Rodrigues
José Rosa Rodrigues (Chamusca, Chamusca, 6 de Fevereiro de 1884 - Lisboa?, 30 de Abril de 1924) foi presidente do Sport Lisboa, presidindo à Comissão Administrativa de que fizeram parte Daniel dos Santos Brito e Manuel Gourlade.

## Biografia
Governou o clube entre 1904 a 1906, altura em que foi eleita a primeira direcção oficialmente reconhecida e da qual fez parte como segundo secretário.
José Rosa Rodrigues, oriundo da família dos Catataus, foi fundador do Sport Lisboa, que integrava os seus irmãos Cândido e António. Foi no seu mandato que se constituiu a primeira equipa do clube (de que era um dos elementos) e se estabeleceu a primeira sede em Belém.